# 公夏首

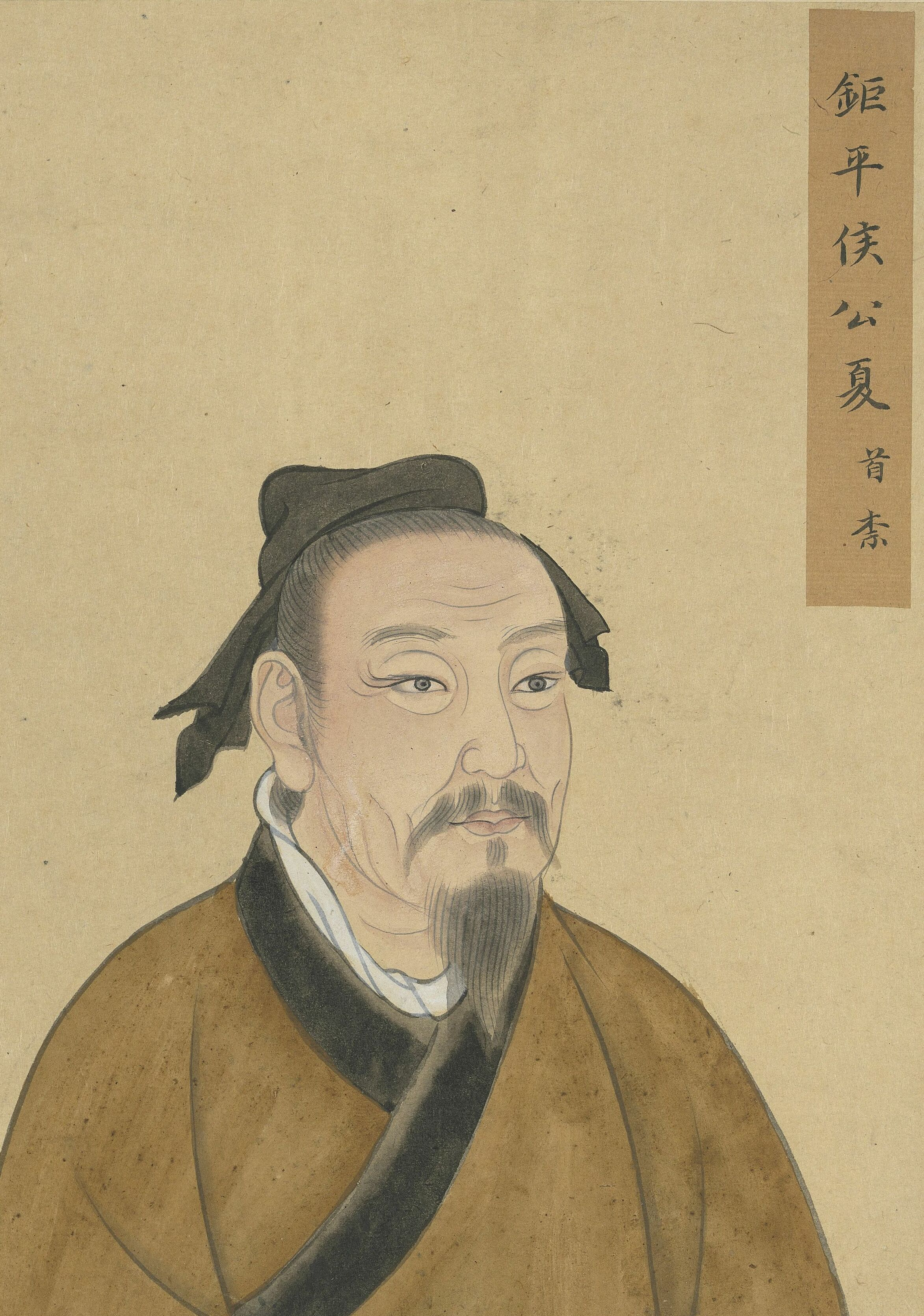
公夏首

公夏首（？—？），字乘，《孔子家语·弟子解》作公夏守，字子乘。春秋时期鲁国人。孔子弟子。

## 生平
公夏首事迹不详。 

## 歷代追封
- 漢明帝永平十五年（72年）從祀孔廟。
- 唐玄宗開元二十七年（739年）封亢父伯。
- 宋真宗大中祥符二年（1009年）封巨平侯。
- 明世宗嘉靖九年（1530年）封先賢公子，清朝改为先賢公夏子。